# Federazione cestistica delle Isole Cayman
La Federazione cestistica delle Isole Cayman è l'ente che controlla e organizza la pallacanestro nelle Isole Cayman.
La federazione controlla inoltre la nazionale di pallacanestro delle Isole Cayman. Ha sede a George Town e l'attuale presidente è Dale Ramoon.
È affiliata alla FIBA dal 1976 e organizza il campionato di pallacanestro delle Isole Cayman.